# Hussein Tawbe
Hussein Ali Tawbe (in arabo حسين علي توبة‎?; Beirut, 26 luglio 1982) è un ex cestista libanese con cittadinanza svedese.

## Carriera
Con il Libano ha disputato i Campionati del mondo del 2006 e tre edizioni dei Campionati asiatici (2003, 2005, 2007).